# سكيليغ مايكل
```
سكيليغ مايكل
 
(
بالأيرلندية
: Sceilg Mhichíl)
 أو 
سكيليغ الكبرى
 
(
بالأيرلندية
: Sceilig Mhór)
 هي جزيرة صخرية تقع على بعد 
11.6 كيلومتر (7.2
 
ميل)
 غرب شواطئ 
مقاطعة كري
، 
أيرلندا
. سميت الجزيرة باسم رئيس الملائكة 
ميخائيل
، في حين أن سكيليغ مشتقة من كلمة (
sceilig)
 من 
اللغة الأيرلندية
، مما يعني «شظية من الصخر». جزيرتها التوأم، سكيليج الصغرى (
Sceilig Bheag
)، أصغر ولا يسمح بالوصول إليها. 
```

تتكون جزيرة سكيليغ مايكل من حوالي 22 هكتار (54 أكر) من الصخور، مع أعلى نقطة لها، على ارتفاع 218 متر (715 قدم) عن مستوى سطح البحر. يتم تعريف الجزيرة من خلال قممها التوأم والوادي المتدخّل، مما يجعلها شديدة الانحدار وصعبة الوصول. أشهر ما في الجزيرة هو دير قديم تأسس بين القرنين السادس والثامن، وتشتهر الجزيرة أيضاً بتنوع الأصناف الحية التي تسكن الجزيرة.
يمكن الصعود إلى الدير عن طريق ثلاثة مسارات ضيقة مكونة من درجات من الحجر. بسبب صعوبة العبور من البر الرئيسي والطبيعة المكشوفة لمواقع رسو السفن، لا يمكن الوصول إلى الجزيرة إلا خلال أشهر الصيف. تم إدراج جزيرة سكيليغ كموقع للتراث العالمي لليونسكو في عام 1996. 

## التاريخ

### الرهباني
تم تكن جزيرة سكيليغ مايكل مأهولة بالسكان حتى تأسيس الدير الأوغسطيني.  العديد من جزر الساحل الغربي لأيرلندا تحتوي على أديرة مسيحية قديمة، تم تفضيلها بسبب عزلتها ووفرة الصخور للبناء.
تم تسجيل هجوم الفايكنج على الجزيرة في عام 823. تم تخصيص الموقع للقديس ميخائيل على الأقل في عام 1044.   ومع ذلك، قد يكون هذا التخصيص قد حدث في وقت مبكر من عام 950، وفي ذلك الوقت تمت إضافة كنيسة جديدة إلى الدير (يتم ذلك عادة للاحتفال بتكريس) وتسمى كنيسة القديس ميخائيل.  كانت الجزيرة وجهة منتظمة للحجاج بحلول أوائل القرن السادس عشر. 

#### الدرج والممرات

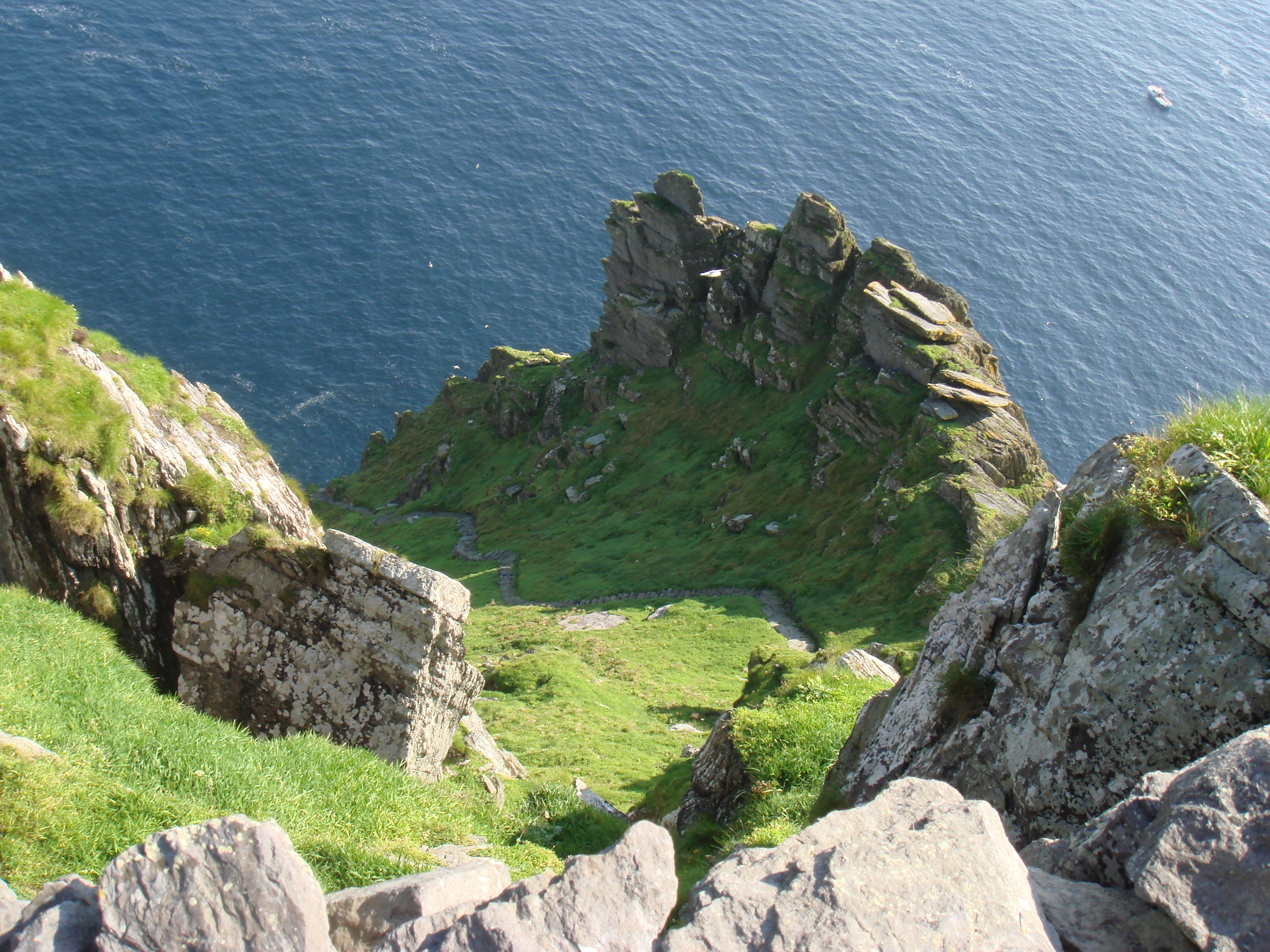
منظر للدرج الجنوبي

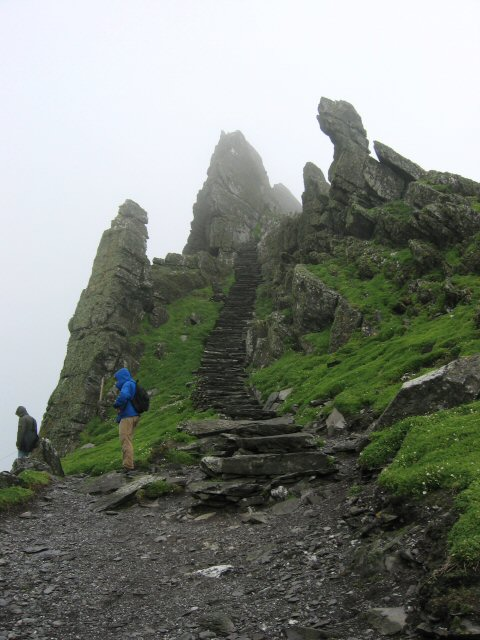
الطريق إلى سرج المسيح

كل مناطق رسو السفن الثلاث تؤدي إلى رحلات طويلة من الدرج (المعروفة باسم الدرج الشرقي والجنوبي والشمالي)، والتي بناها الأجيال الأولى من الرهبان لسكن الجزيرة. قد تكون هذه الطرق قد شكلت في وقت ما جزءًا من شبكة أكبر؛ حيث تم اكتشاف آثار أخرى، ربما لطرق سابقة في مكان آخر على الجزيرة.   في البداية كانت قواعد الدرج مبنية من الصخور، وبعد الوصل إلى ارتفاع أعلى من أمواج البحر، يصبح الدرج من حجارة جافة أكثر استقراراً. في وقت لاحق تم استبدال القواعد الأساسية بمسارات حجرية جافة. 

#### الدير
تم بناء الدير كرف صخري متدرج على ارتفاع 600 قدم (180 م) فوق مستوى سطح البحر. يحتوي الدير على معبدين، ومقبرة، وصلبان، وألواح متقاطعة، وستة أكواخ مقببة من الحجر الجاف، وكنيسة من القرون الوسطى. 

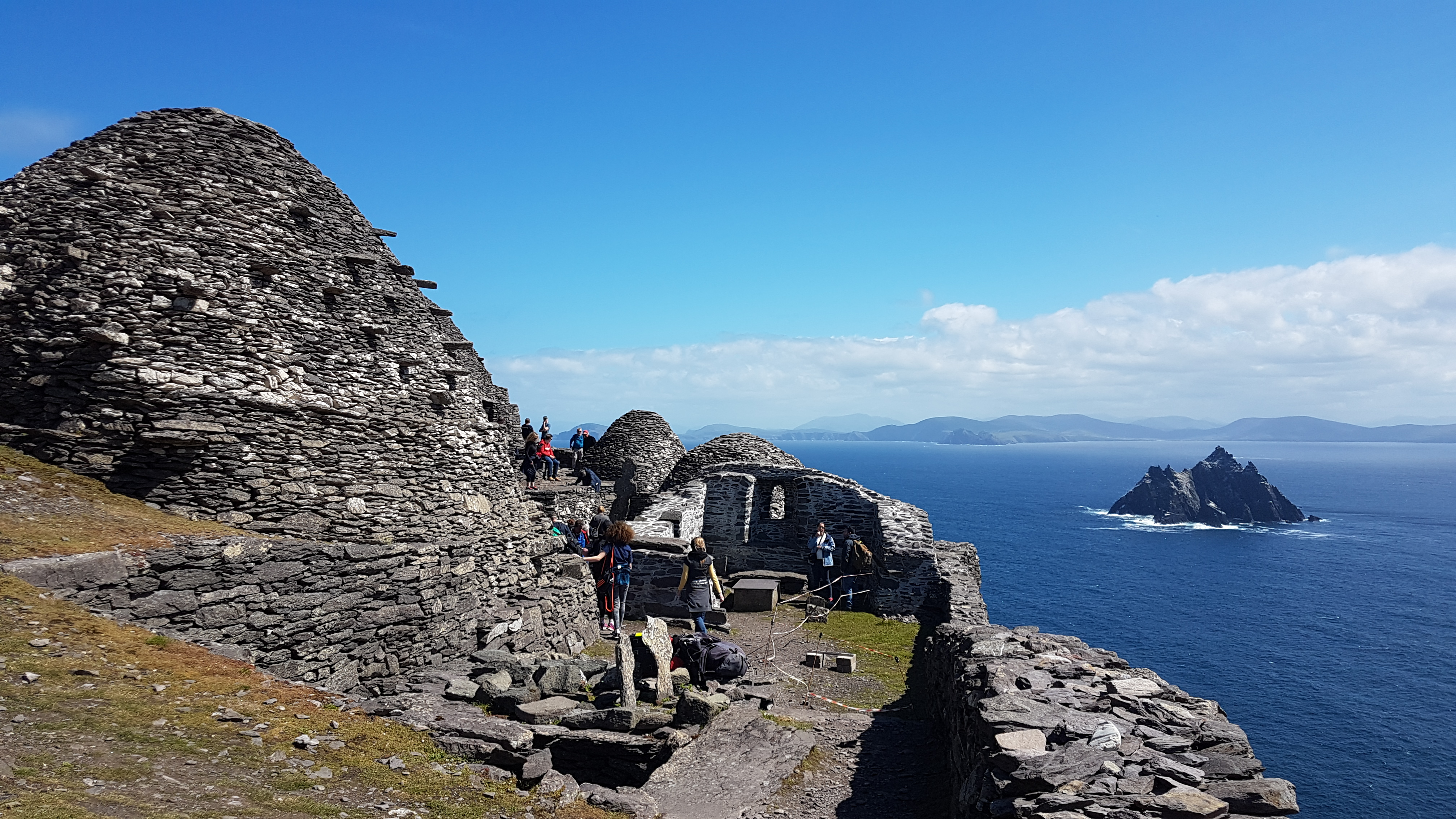
منظر كامل لمجمع الدير مع شرفة حديقة في المقدمة

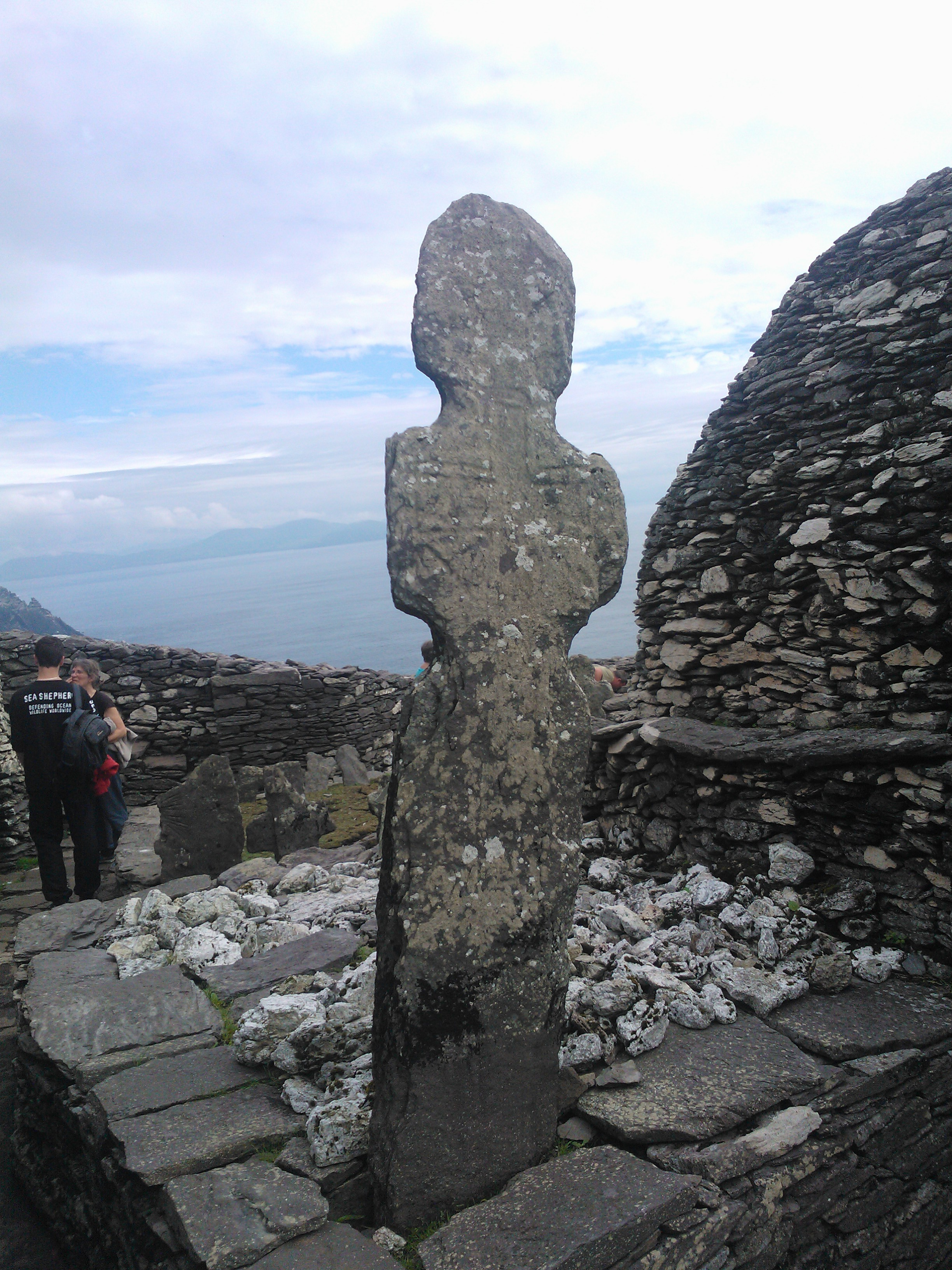
صليب مرتفع
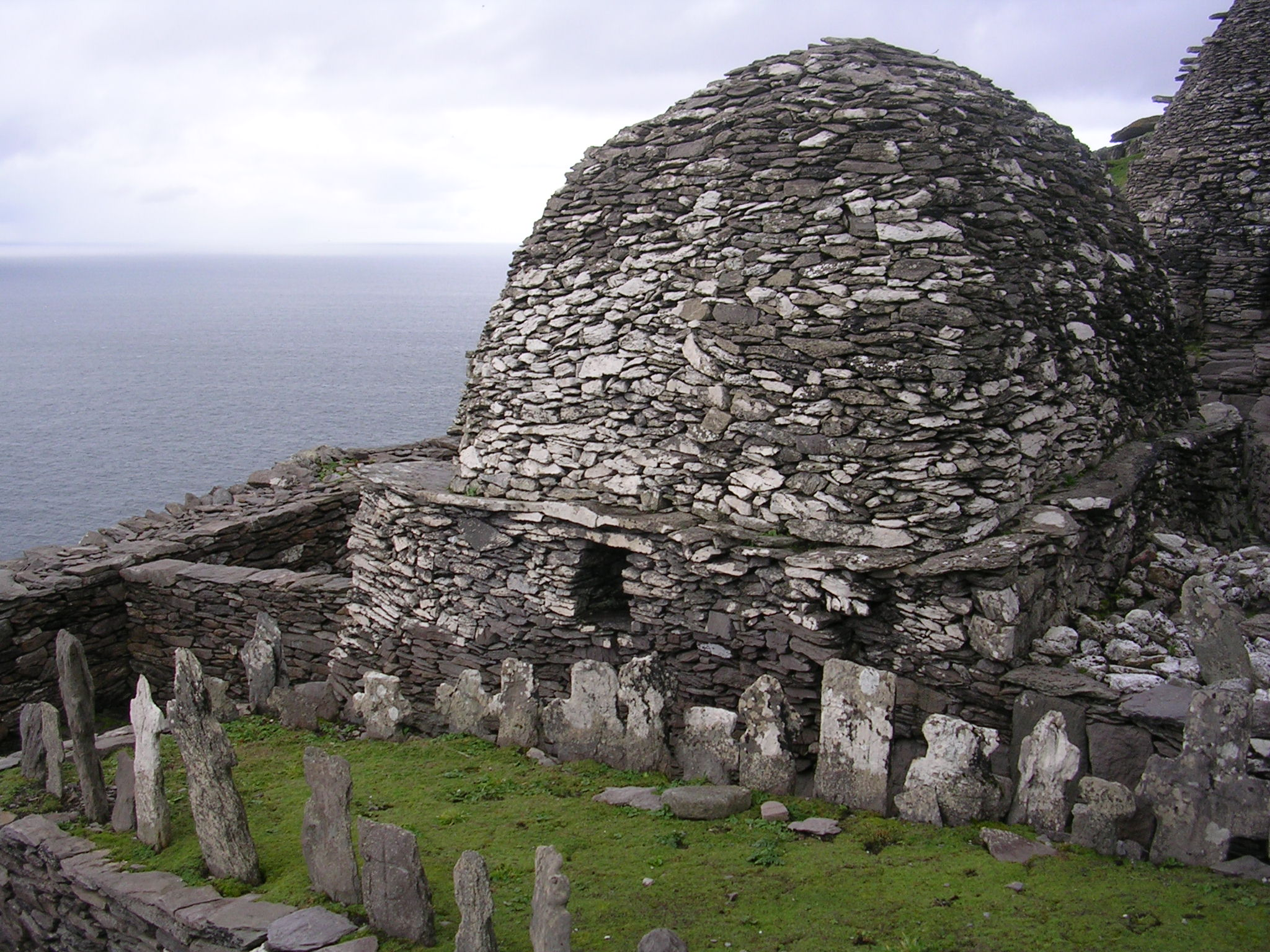
مقبرة ومصلى كبير
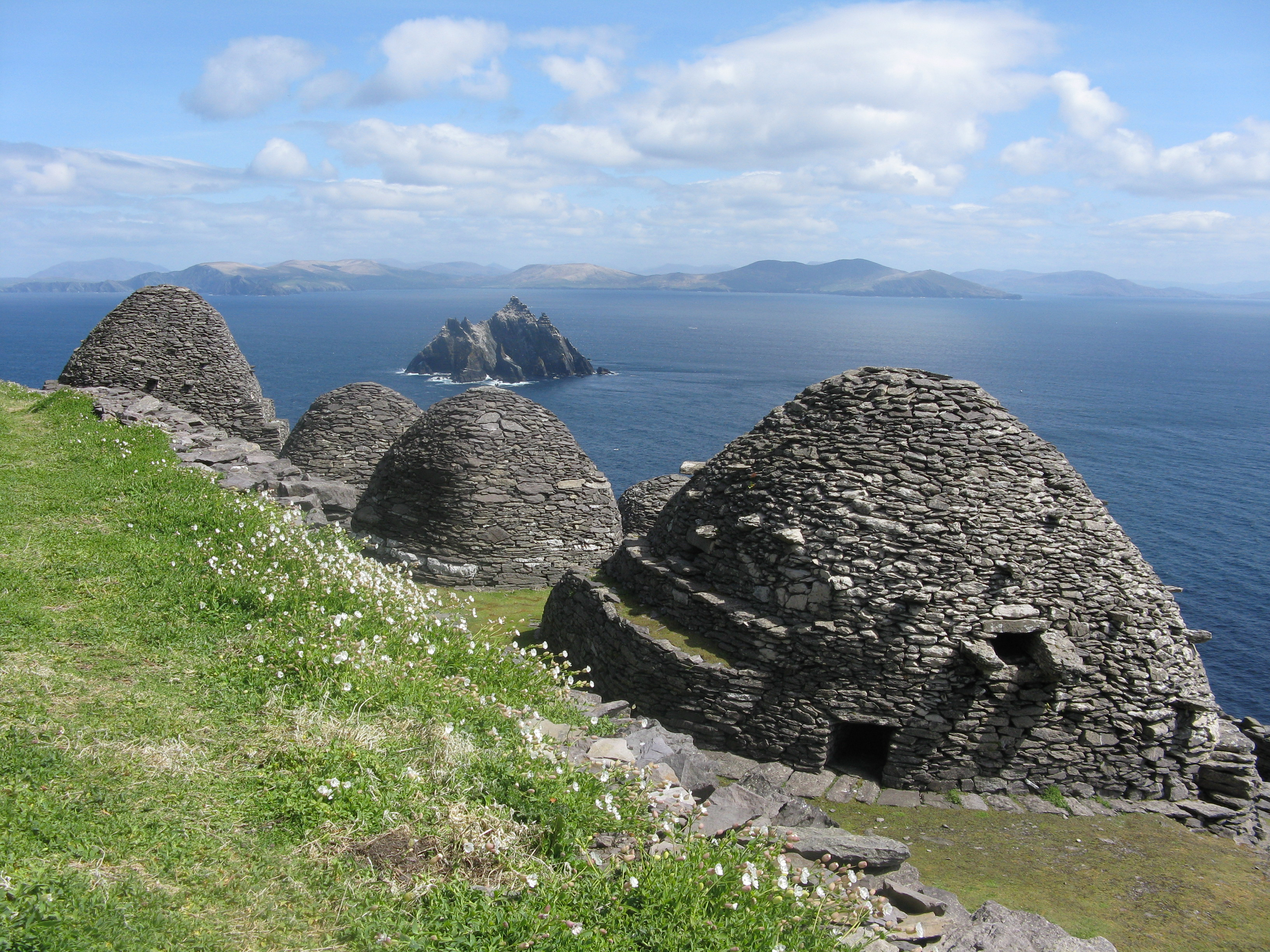
أكواخ مقببة من الحجر الجاف

#### المنسك
يقع المنسك على الجانب الآخر من الجزيرة، أسفل القمة الجنوبية، والوصول إليه أكثر صعوبة وخطورة. اليوم، الوصول إلى القمة الجنوبية مقيد ومسموح به فقط بعد الترتيب المسبق.  على الرغم من أن أصله وتاريخه لم يتم دراسته جيدًا كما هو الحال في الدير، يُعتقد أن المنسك نشأ من القرن التاسع،  ويضم شرفات المصاطب والحدائق والمدرجات الخارجية.

### ما بعد الرهبان
بقي سكيليغ مايكل في حوزة الكهنة الكاثوليكيين ختى عام 1578، نتيجة لإصلاح قامت به إليزابيث الأولى.   انتقلت ملكية الجزر إلى عائلة بتلر،  الذي بقي معه حتى أوائل عشرينيات القرن التاسع عشر، عندما قامت مؤسسة الحفاظ على تحسين ميناء دبلنبشراء الجزيرة مقابل 500 جنيه إسترليني  من جون بتلر.  قامت المؤسسة ببناء منارات على الجانب الأطلسي من الجزيرة، وأماكن المعيشة المرتبطة بها، والتي تم الانتهاء منها كلها بحلول عام 1826. 
أخذ مكتب الأشغال العامة بقايا الدير تحت الوصاية عام 1880، قبل شراء الجزيرة (باستثناء المنارات والهياكل المرتبطة بها) من مفوضي الأضواء الأيرلندية.  
أصبح سكيليغ مايكل أحد مواقع التراث العالمي في عام 1996. 

## في الثقافة
استخدمت العديد من الأفلام والأفلام الوثائقية الجزيرة كموقع تصوير. تم استخدام الجزيرة كموقع تصوير لـ حرب النجوم: القوة تنهض (2015)، وحرب النجوم: الجيداي الأخير (2017)، وحرب النجوم: الحلقة التاسعة (2019).  كما كان بمثابة موقع للمشهد النهائي في فيلم قلب من زجاج (1976) من إخراج فرنر هرتزوغ. 

## الوصول والسياحة

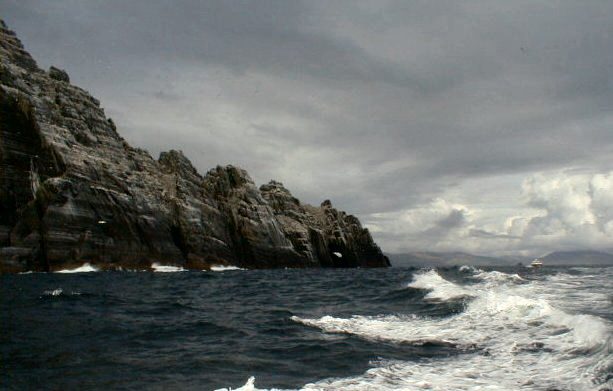
منظر لموقع الوصول

يحتوي سكيليغ مايكل على ثلاث نقاط لرسو السفن، يستخدمها الرهبان بشكل مختلف اعتمادًا على الظروف الجوية. تستقبل الجزيرة اليوم ما معدله 11000 زائر سنويًا. لحماية الموقع، يحدد مكتب الأشغال العامة عدد الزائرين بـ 180 في اليوم.المناخ المحلي والتضاريس المكشوفة يجعلان الانتقال من البر الرئيسي إلى سكيليغ مايكل صعبًا. تضاريس الجزيرة شديدة الانحدار وغير محمية وخطيرة. صعود 600 درج حجري من القرون الوسطى يؤدي إلى قمة الجزيرة الرئيسية. 
وقد أدى هذا البعد وعدم إمكانية الوصول إلى تثبيط الزائرين لفترة طويلة، لذلك تم الحفاظ على الجزيرة بشكل جيد للغاية. بدأت السياحة في أواخر القرن التاسع عشر، عندما كان يمكن استئجار قارب تجديف مقابل 25 شلن.  لم تصبح وجهة سياحية شهيرة حتى أوائل السبعينيات، عندما أصبحت قوارب الركاب الصغيرة المستأجرة أكثر تواترا؛ خمسة كانت متاحة في عام 1973 بسعر 3 جنيهات إسترلينية للشخص الواحد. بحلول عام 1990، ارتفع مستوى الطلب إلى الحد الذي بدأ فيه مكتب الأشغال العامة في تنظيم عشرة قوارب تغادر من أربعة موانئ. 

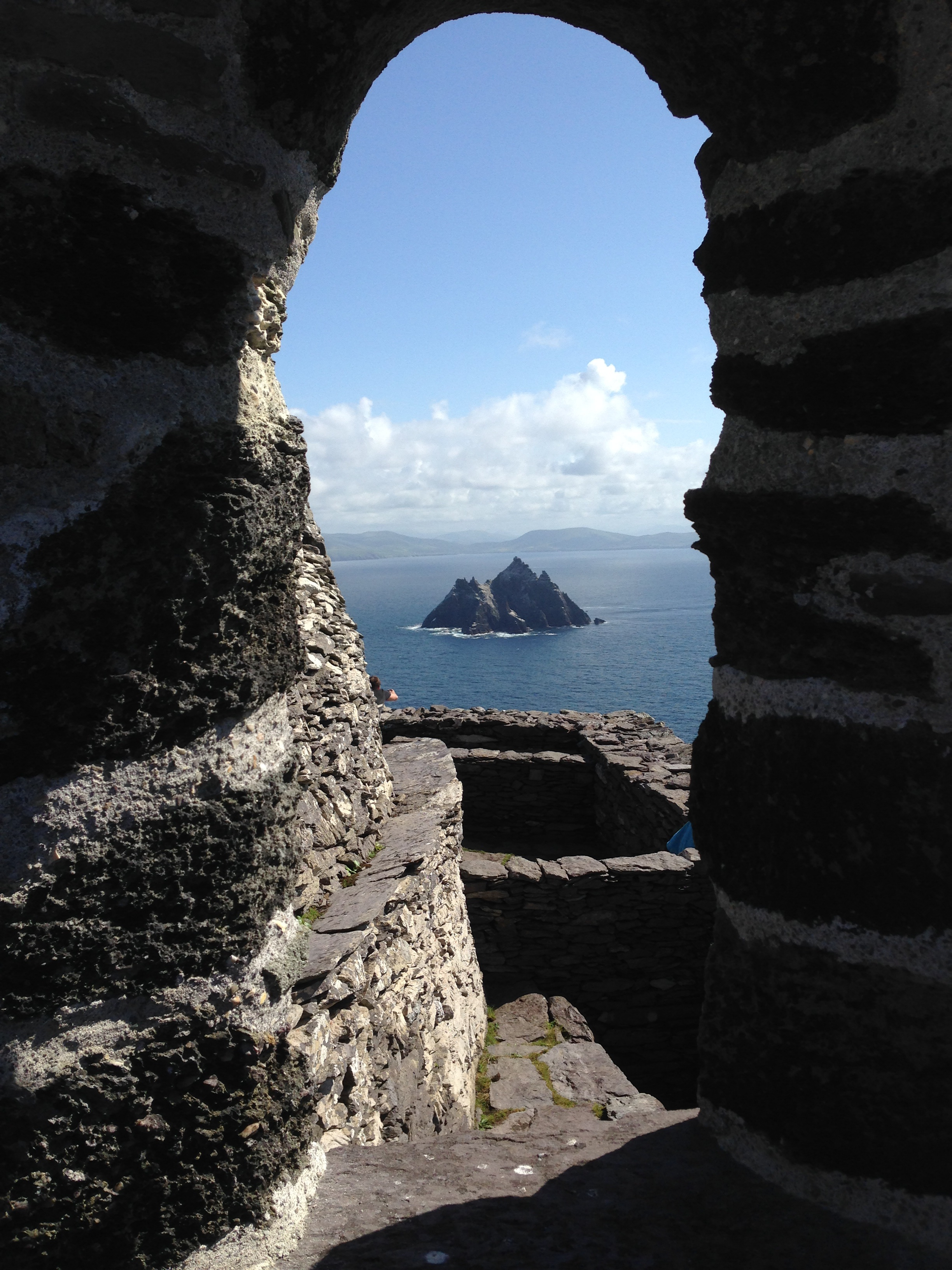
منظر لسكيليغ الصغرى من داخل مصلى الدير

تستغرق الزيارة النموذجية للجزيرة حوالي ست ساعات. لأسباب تتعلق بالسلامة، ويرجع ذلك أساسًا إلى أن مسارات الدرج شديدة الانحدار وصخرية وقديمة وغير محمية، لا يُسمح بالتسلق أثناء الطقس الرطب أو العاصف. في الصيف، يُسمح بالغوص في مواقع محددة قريبة من الصخرة. 

## معرض صور

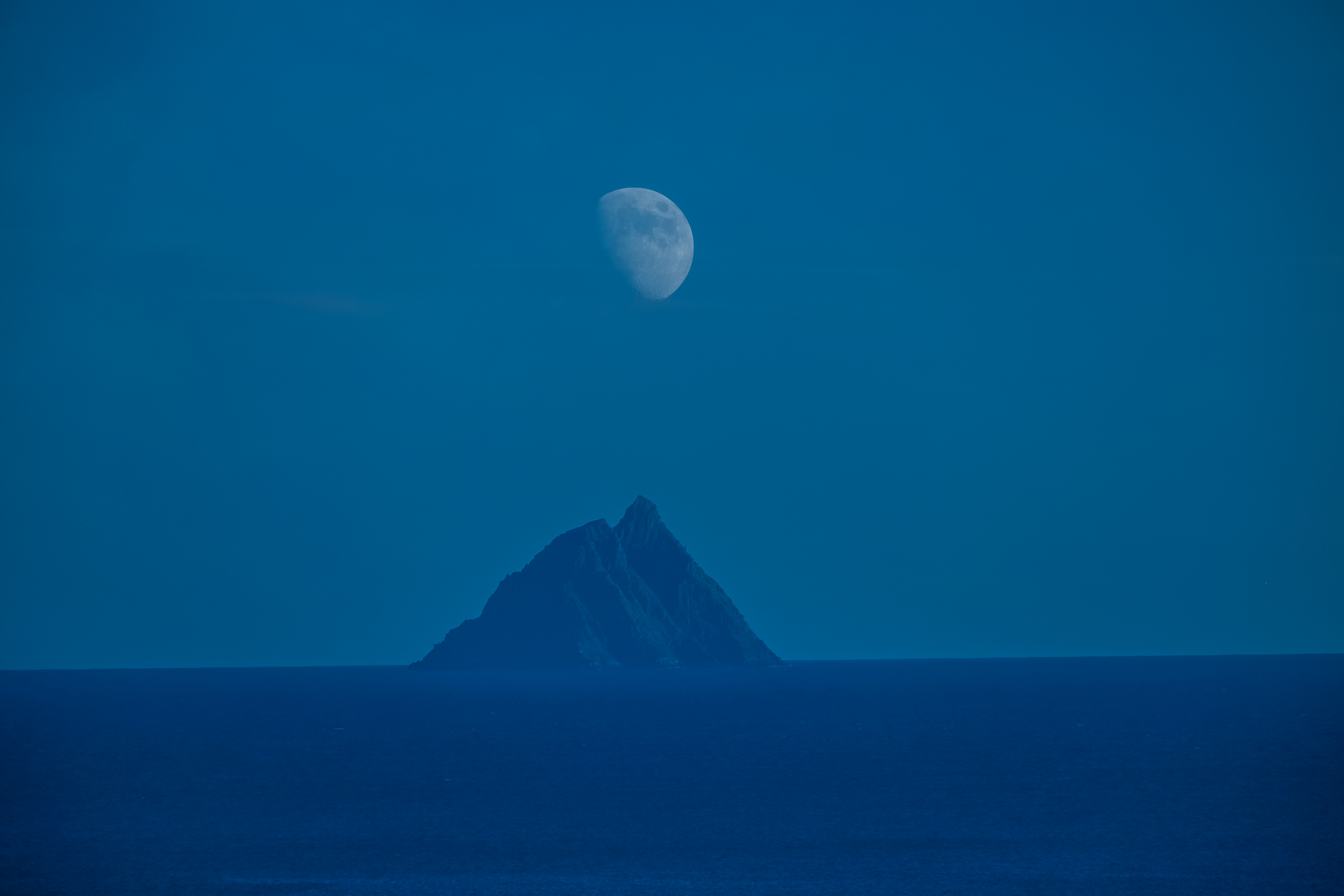
منظر للجزيرة
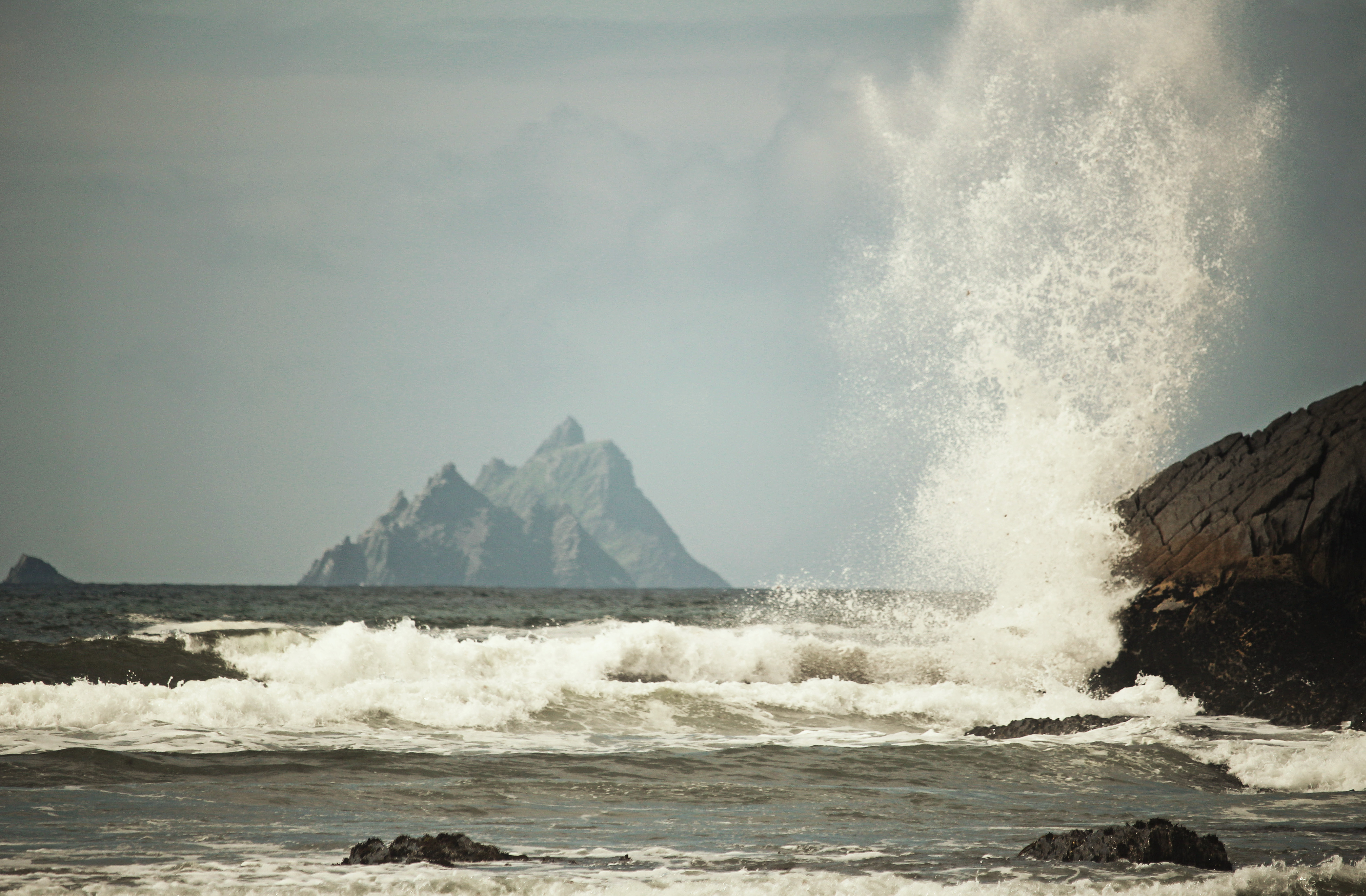
منظر للجزيرة من الساحل

## روابط خارجية
- الإدراج على موقع اليونسكو